# Julius (voornaam)

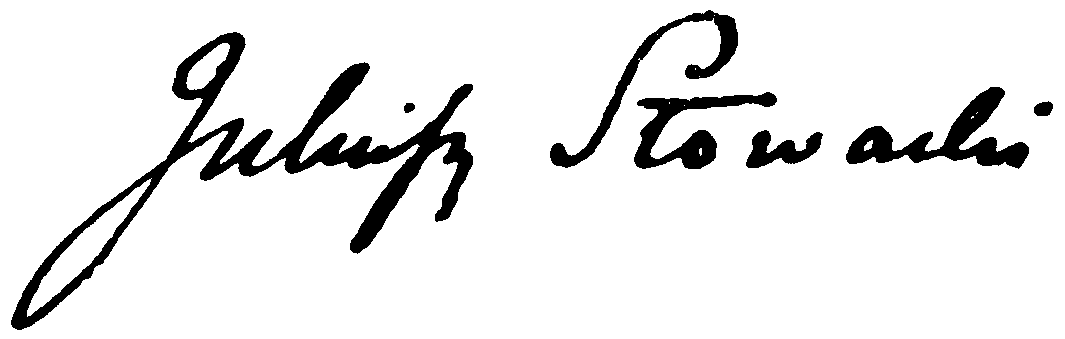
Handtekening van Juliusz Słowacki

Julius is een jongensnaam. De naam is afgeleid van de Gens Julia, een Romeins nomen gentile, min of meer een familienaam. De naam had veel invloed op zijn politieke verwezenlijkingen: mythologisch gezien wijst de naam op een goddelijke afkomst en op een afstamming van Aeneas, een Griekse held en voorvader der Romeinen. De Gens Julia herleidde zelf de naam tot Julus, een mythologische figuur die tegenwoordig meer bekend is onder de naam Ascanius.

## Schrijfwijze
Omdat de letter i en de letter j in het verleden slechts verschillende vormen van een en dezelfde letter waren, werd de naam ook wel geschreven als Iulius. De Romeinen kenden geen J en evenmin een U, zoals te zien is op hun inscripties. Julius Civilis werd dus geschreven als IVLIVS, of ILIVS, CIVILIS. Onze kleine letters kenden zij ook niet.
Varianten van de naam zijn Juul en Jules. De vrouwelijke vorm is Julia, ook Juliana en Juultje.

## Enkele bekende dragers van de naam

### Pausen
- Paus Julius I
- Paus Julius II
- Paus Julius III

### Romeinse tijd
- Julius Caesar, Romeins dictator
- Julius Civilis, leider van een opstand van de Bataven tegen de Romeinen
- Julius Sabinus, leider van de Lingones, een Gallische stam
- Julius Saturninus, Romeins usurpator (tegenkeizer)

### Overig
- Julius Aghahowa, Nigeraans voetballer
- Jules Baretta, Beeldhouwer
- Jules de Corte, Nederlandse liedschrijver, componist, pianist en zanger.
- Jules Deelder, Nederlands dichter
- Jules Gales, Luxemburgs voetballer
- Juul Kabas, Vlaams volkszanger
- Julius Klengel, Duits cellist
- Jules Mazarin, Frans kardinaal
- Julius Nyerere, Tanzaniaans president (1962-1985)
- Sjuul Paradijs, hoofdredacteur van de Telegraaf
- Julius Rosenberg, Amerikaans ingenieur, als communistisch spion ter dood veroordeeld
- Július Šimon, Slowaaks voetballer
- Juliusz Słowacki, dichter, toneelschrijver en filosoof, een van de drie grote nationale dichters van de Poolse romantiek
- Juul Stinissen, hoogleraar psychologie in Leuven
- Jules Verne, Franse schrijver
- Julius Wolff, Nederlands wiskundige
- Julius Wellhausen, Duits theoloog